# Стовбова
Стовбова — річка в Миколаївській області, ліва притока річки Чичиклія. Витік на знаходиться на сході біля селища міського типу Врадіївка.

## Історія
На першій надплавній терасі правого берега р. Стовбова, за 0,8 км на північний захід від с. Макіїве, на розораній поверхні, на площі 50х50 м знайдено кілька пластенгастих  відщепів з характерною для мезантичного часу патиною.
Поселення доби пізньої бронзи Макіїве- ІІ ( ХІІ – ІХ ст. до н.е. ) знайдене на першій та другій надплавних терасах правого берега р.Стовбова за 1-1,2 км на північний захід від с. Макіїве на площі 100х50 м. зафіксовані рештки кісток тварин, значна кількість фрагментів стінок, донець та вінець ліпного посуду сабатинівського типу. Ці матеріали дозволяють віднести знайдене поселення до доби пізньої бронзи. На поверхні пам’ятки зафіксоване скупчення дрібного та середнього каміння, які можливо є рештками кам’яних фундаментів будівель.